# L'Avare
Pour les articles homonymes, voir L'Avare (homonymie).

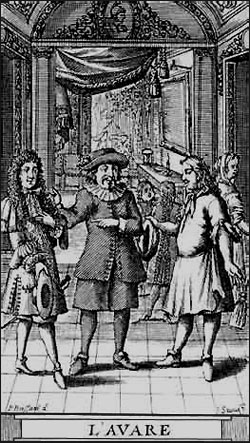
Frontispice de l'édition de 1682.

L'Avare est une comédie de Molière en cinq actes et en prose, inspirée par La Marmite (Aulularia) de Plaute et représentée pour la première fois sur la scène du Palais-Royal le 9 septembre 1668. Il s'agit d'une comédie de caractère dont le personnage principal, Harpagon, est caractérisé par son avarice caricaturale. Harpagon tente de marier sa fille de force, tout en protégeant obstinément une cassette pleine d'or. Les cinq actes comportent respectivement cinq, cinq, neuf, sept et six scènes.

## Résumé
- Argument- Harpagon est un vieillard veuf d'une avarice maladive, qui fait vivre son entourage très chichement. Grâce à ses économies et son activité d'usurier, il a accumulé un trésor qu'il conserve précieusement dans une cassette. Il envisage de marier sa fille à une connaissance qui se propose de l'épouser sans dot et recherche pour lui-même une union avantageuse financièrement. Cependant son fils a des vues sur la même femme que lui et sa fille est secrètement éprise de son intendant. Au cours de la pièce, Harpagon va se faire dérober sa cassette et découvrir qu'il ne maitrise ni son fils, ni sa fille. A la fin de la pièce, tout rentre dans l'ordre: les jeunes gens peuvent s'épouser et Harpagon retrouve son argent.
- Acte I - L'intrigue se passe à Paris. Harpagon est bourgeois, riche et avare. Il a deux enfants : Élise qui est amoureuse de Valère, un fils de noble napolitain au service de son père en qualité d'intendant, et Cléante qui souhaite épouser Mariane, une jeune femme vivant chez sa mère sans fortune. Il ne supporte pas que l'avarice de son père contrarie ses projets amoureux. Harpagon est terrifié par une crainte obsédante : il a dissimulé dans le jardin, une cassette qui renferme dix mille écus d'or, il a  peur qu’on la découvre et qu'on la lui vole. Suspicieux, il se méfie de tout le monde, même de ses enfants, il va jusqu'à renvoyer La Flèche, le valet de Cléante. Finalement, il leur dévoile ses intentions : il va épouser Mariane, Élise est promise (sans apport de dot) à Anselme, un vieux seigneur, et Cléante est destiné à une veuve. La jeune fille refuse énergiquement, son père demande à Valère de la convaincre. Valère est rusé et piège Harpagon dans un filet invisible.

- Acte II - Cléante, qui ne peut compter sur son père, a un besoin d'argent : de quinze mille francs. La Flèche, son valet, se charge de lui trouver un prêteur, un intermédiaire l'informe des conditions qui relèvent de l'usure la plus outrancière. Révolté, il finit par découvrir que l'usurier n'est autre que son père ; une violente dispute les oppose. L'intrigante Frosine entre en scène, elle persuade Harpagon que Mariane est une femme qui préfère les hommes âgés et qu'elle serait disposée à se marier avec lui. Harpagon est ennuyé par le manque de fortune de la jeune femme, mais Frosine le convainc qu'une personne pauvre qui ignore les dépenses ne peut que lui convenir. L'intrigante veut se faire payer de ses services, mais Harpagon élude et s'en va.

- Acte III - À l'occasion de la signature du contrat de mariage, Harpagon a invité Mariane à dîner. Il sermonne sa domesticité et en particulier Maître Jacques, pour que les dépenses soient limitées. Le cuisinier proteste, l'intendant Valère soutient l'avare et prône l'économie ; une vive algarade s'ensuit au cours de laquelle Maître Jacques reçoit des coups de bâton, et dès lors ne songe plus qu'à se venger. Arrive Frosine qui introduit Mariane dans la maison, nerveuse à l'idée de rencontrer son futur époux. Quand celui-ci paraît, elle est dégoûtée par son physique, c'est à ce moment que Cléante arrive, elle reconnaît le jeune homme qui est l'objet de ses pensées. S'ensuit une conversation entre les amoureux, dans laquelle à mots voilés ils s'avouent leurs sentiments réciproques. Cléante retire une bague de grande valeur du doigt de son père, et l'offre en son nom propre à celle qu'il aime. Harpagon n'a pas véritablement compris la situation.

- Acte IV - Les deux jeunes amoureux sollicitent Frosine pour qu'elle intervienne auprès du barbon, et qu'il renonce à son mariage insensé. Harpagon surprend son fils en train de baiser la main de Mariane, et conçoit immédiatement des soupçons dont il veut s'assurer. Afin de sonder son fils et connaître ses espoirs, il prétend avoir changé ses projets et renoncé au mariage. Le fils naïf dit tout à son père, son amour pour la jeune fille et son désir de l'épouser ; furieux, Harpagon résiste mal à un accès de violence et le maudit. Maître Jacques intervient pour les séparer et les raccommoder : en aparté, il leur fait croire à chacun que l'autre a abandonné la partie. La réconciliation est de courte durée, la dispute reprend de plus belle et ne cesse qu’à l'arrivée de La Flèche, avec la cassette des dix mille écus d'or, qu'il a lui-même dérobée. Hors de lui, Harpagon promet de trouver le coupable et de le châtier comme il se doit.

- Acte V - Harpagon demande un commissaire de police afin d'enquêter sur le vol de la cassette et, dans son délire d'avaricieux, il veut faire interroger tous les Parisiens. Par vengeance, Maître Jacques désigne Valère qui arrive à ce moment. On le somme de s'expliquer et de reconnaître son forfait. Quiproquo, pensant que ses sentiments pour Élise sont connus, il admet qu'elle est secrètement sa fiancée. Une fois de plus Harpagon comprend avec retard et la fureur le reprend. Anselme, qui doit épouser Élise, entre en scène alors que Valère a commencé le récit de son histoire. Le vieillard comprend que Valère et Mariane sont ses enfants, il était persuadé qu'ils avaient péri dans un naufrage, il y a fort longtemps. Valère va épouser Élise et Cléante va épouser Mariane. Harpagon accepte leurs mariages, tant qu'Anselme paye tout. Il reste seul avec sa cassette.

## Création et réception
Cette pièce s'inscrit dans le projet de Molière de dépeindre en les caricaturant les travers de ses contemporains. Elle se situe après Tartuffe de la même veine. Durant l'année 1668, c'est la pièce Amphytrion qui a les honneurs de la scène.
En choisissant de dénoncer l'avarice, Molière sait trouver un sujet plus consensuel. Condamné par l'église comme un des sept péchés capitaux, ce défaut est aussi mal vu par la bonne société de l'époque, pour qui l'honnête homme se doit d'être libéral. En choisissant de camper un usurier, il sait qu'il aura l'aval de tous ceux qui ont eu à souffrir des conséquences d'un emprunt imprudent. La pratique des prêts avec taux d'intérêt, pourtant désapprouvée par l'église, est tellement répandue à cette époque, que Colbert est amené à légiférer sur le montant d'usure.
Le personnage du vieil homme près de ses sous est un ressort comique puissant très courant dans les comédies satiriques à l'époque. Molière, qui connait les oeuvres de Plaute, trouve ainsi dans la pièce L'Aulularia l'argument principal et les meilleurs épisodes comiques. 
Euclion, un vieil avare, vit dans l'angoisse d'être volé depuis qu'il a découvert une marmite pleine d'or laissée par son grand-père. Il tente de cacher à tous ce trésor mais se le fait dérober par Strobile, l'esclave de Lyconide, le fils du voisin Mégadore. Mégadore a des vues sur Phédrie, la fille d'Euclion, qu'il accepterait d'épouser sans dot. Mais celle-ci est enceinte, violée par Lyconide qui projette de racheter sa faute en l'épousant. Le vol du trésor sert ainsi de monnaie d'échange pour permettre le mariage de Phédrie et Lyconide
Molière reprend les meilleures scènes de Plaute:
- les lamentations au moment de la découverte du larcin et l'interpellation du public[5];
Je suis perdu! Je suis mort! Je suis assassiné. Où courir? Où ne pas courir ? (...) Où vais-je? Où suis-je? Qui suis-je? Je ne sais plus. J'ai la tête perdue (...) (Au public) Qu'y a-t-il? Pourquoi riez-vous? Je vous connais tous. Je sais que les voleurs sont légion parmi vous (...)
- Le quiproquo sur la «faute» avouée à l'avare :   vol de la cassette ou fille séduite[5];
- Les mains du serviteur inspectées par l'avare[5];
- La répétition du «sans dot»[5].

Mais il en modifie l'intrique pour l'adapter aux mœurs de son siècle. Pour ce faire il emprunte d'autres ressorts dramatiques à la comédie italienne à tel point que Luigi Riccoboni remarquera, dans ses Observations sur la comédie et sur le génie de Molière,  qu'il n'y a pas « quatre scènes qui soient inventées par Molière ».
Le viol de la fille par le fils du voisin est remplacé par une intrigue amoureuse qui se noue à l'insu de l'avare. L'amoureux s'introduisant dans la famille en tant qu'homme de confiance, est emprunté à la pièce Il Tradito de  Basilio Locatelli, jouée à Paris sous le titre Lélio et Arlequin, valets dans la même maison qui met également en scène la rivalité des deux serviteurs. On retrouve une trame analogue dans la pièce I Suppositi (de) de L'Arioste, où un amoureux transi s'est fait serviteur pour courtiser sa belle et se révèle être in fine, un fils de haute naissance. Puisque la cassette ne sert plus de monnaie d'échange, Molière ajoute une autre rivalité amoureuse, attribuant un fils à l'avare et les faisant désirer la même fille. Il introduit également une entremetteuse flattant son égo, ficelle que l'on trouve également dans les amours malheureuses de Pantalon dans Le Case Svaliggiate ou Gli interompimenti di Pantalone, joué à Paris sous le titre de Arlequin, dévaliseur de maisons.
Les stratégies caricaturales d'Harpagon pour conserver son argent sont inspirées d'un texte italien de Francesco Maria Vialardi traduit en français sous le titre La Fameuse Compagnie de la Lésine,.
D'après Grimarest dans sa Vie de Molière, la pièce aurait d'abord été jouée en janvier 1668 sans grand succès, mais cette version est mise en doute. Georges Forestier, quant à lui, confirme une élaboration de la pièce durant la première partie de l'année 1668 et une première présentation de la pièce le 9 septembre 1668 avec une distribution classique.
| Personnages                                                       | Comédien                                                 |
| ----------------------------------------------------------------- | -------------------------------------------------------- |
| Harpagon, père de Cléante et d'Élise, et amoureux de Mariane      | Molière                                                  |
| Mariane, amante de Cléante et aimée d'Harpagon                    | Armande Béjart, dite Mlle Molière (ou Mlle de Brie)      |
| Cléante, fils d'Harpagon, amant de Mariane                        | La Grange (ou Du Croisy)                                 |
| Valère, fils d'Anselme, amant d'Élise                             | Du Croisy (ou La Grange)                                 |
| Élise, fille d'Harpagon et amante de Valère                       | Catherine Leclerc, dite Mlle de Brie (ou Armande Béjart) |
| Anselme, alias Dom Thomas d'Alburcy, père de Valère et de Mariane | De Brie[réf. nécessaire]                                 |
| Frosine, femme d'intrigue                                         | Madeleine Béjart, dite Mlle Béjart                       |
| Maître Simon, courtier                                            | La Thorillière[réf. nécessaire]                          |
| Maître Jacques, cuisinier et cocher d'Harpagon                    | André Hubert (ou La Thorillière)                         |
| La Flèche, valet de Cléante                                       | Louis Béjart                                             |
| Dame Claude, servante d'Harpagon                                  | (?)                                                      |
| Brindavoine et La Merluche, laquais d'Harpagon                    | Molière[réf. nécessaire]                                 |
| Un commissaire et son clerc                                       | La Thorillière[réf. nécessaire]                          |

Quelques représentations suivent , avant une disparition dès le 7 octobre, puis une présentation aux fêtes organisées par le roi début novembre à Saint-Germain en Laye qui rencontre un bon succès et une demi-douzaine de représentations fin décembre. On attribue en général ce début un peu lent au fait que le public aurait été déconcerté par une grande comédie écrite en prose. Mais la pièce finit par trouver son public puisqu'on compte pas moins de 155 représentations à la Comédie Française entre 1680 et 1700, la classant troisième dans les comédies de Molière les plus jouées après Le Tartuffe et Le Misanthrope.

## Analyse
Harpagon est omniprésent dans cette comédie qui traite sous une forme burlesque de sujets au premier abord guère amusants : l'avarice en premier lieu, mais aussi la tyrannie domestique, l'égoïsme et ce qu'aujourd’hui on nomme le sexisme. Étant devenu veuf, il pense pouvoir s'acheter une douceur conjugale pour ses vieux jours, au mépris des désirs des uns et des autres, même de ses propres enfants. Malgré son mode de vie très chiche, dont témoignent ses habits, et les critiques qui lui sont faites sur son train de vie tout au long de la pièce, Harpagon est un bourgeois ambitieux : il compte marier sa fille au seigneur Anselme, noble et gentilhomme. Il se livre à la profession d'usurier, mais en secret puisque c'est incompatible avec son rang, et doit pour cela utiliser un prête-nom. Au prix d'un coup de théâtre moliéresque, ses projets sont ruinés et la seule consolation qui lui reste est enfermée dans une cassette. Il convient de noter qu'en grec ancien, ἁρπαγή / harpagế signifie au sens actif « rapacité » ou « avidité » et ἅρπαξ / hárpax « rapace » ou « pillard ».

## Adaptations

### Adaptations filmées
De nombreuses adaptations de la pièce ont été faites pour le cinéma et la télévision :
- 1908 : L'Avare de Georges Méliès
- 1973 : L'Avare, téléfilm de René Lucot
- 1980 : L'Avare, film français de Jean Girault et Louis de Funès, avec Louis de Funès
- 1990 : L'Avare (L'avaro), film italien de Tonino Cervi, avec Alberto Sordi
- 2003 : L'Avare (Lakomec) film tchèque de Zdeněk Zelenka, avec Viktor Preiss
- 2006 : L'Avare, téléfilm français de Christian de Chalonge, avec Michel Serrault[24]
- 2017 :  Al Aâti Allah (العاطي الله), film marocain de Rachid El Ouali, avec Meryem Zaimi, réalisé par Samia Akariou.

### Adaptation en vers
- Claude Mailhol, L'Avare, comédie de Molière, en 5 actes, mise en vers, avec des changements, Société typographique de Bouillon, 1775. Lire en ligne

## Comédiens français ayant joué le rôle d'Harpagon
- Molière
- Charles Dullin (1943)
- Denis d'Inès (1922) à (1954)
- Jean Vilar (1952)
- Georges Chamarat (1960)
- Louis de Funès (1980)
- Michel Etcheverry
- Roger Louret (1985)
- Michel Aumont (1969) à (1989)
- Michel Serrault (1986), (2006)
- Michel Bouquet (1979), (2007)
- Roger Planchon (1999)
- Gérard Giroudon (2000)
- Popeck (2002)
- Marc Legault (2007)
- Denis Podalydès (2009-2010)[25]
- Bernard Lefebvre (2004-2017-2020)[26],[27].
- Michel Boujenah (2022)
- Laurent Stocker (2022)
- Jérôme Deschamps (2023)

## Comédiens ayant joué le rôle de Cléante
- Du Croisy
- Jean Marais (1942)[28]
- Dominique Guillo
- Éric Génovèse
- Benjamin Jungers
- Loïc Corbery
- Nicolas Briançon
- Jean Chevalier

## Musique
- L'Avare, dramma giacoso per musica de Pasquale Anfossi (1775)
- L'Avare, opéra-comique de Gennaro Astarita (1776)
- L'Avare, opéra-comique de Ferdinando Orlandi (1801)
- L'Avare, musique de scène de Maurice Jarre (1952)